# Bicyclus alberici
Bicyclus alberici är en fjärilsart som beskrevs av Abel Dufrane 1945. Bicyclus alberici ingår i släktet Bicyclus och familjen praktfjärilar. Inga underarter finns listade i Catalogue of Life.